# Coupe du Portugal masculine de volley-ball
La Coupe du Portugal féminine de volley-ball est une compétition à élimination directe organisée par la Fédération portugaise de volley-ball (Federação Portuguesa de Voleibol, FPV) et créée en 1964.

## Palmarès
| - 1965 : SC Espinho - 1966 : Benfica Lisbonne - 1967 : Instituto Superior Técnico - 1968 : FC Porto - 1969 : Leixões SC - 1970 : FC Porto - 1971 : FC Porto - 1972 : FC Porto - 1973 : Leixões SC - 1974 : Benfica Lisbonne - 1975 : Benfica Lisbonne - 1976 : Benfica Lisbonne - 1977 : Leixões SC - 1978 : Benfica Lisbonne - 1979 : Benfica Lisbonne - 1980 : Benfica Lisbonne - 1981 : SC Espinho | - 1982 : Esmoriz GC - 1983 : Leixões SC - 1984 : SC Espinho - 1985 : SC Espinho - 1986 : I.S.E.F. Lisbonne - 1987 : FC Porto - 1988 : FC Porto - 1989 : Leixões SC - 1990 : Benfica Lisbonne - 1991 : Sporting CP - 1992 : Benfica Lisbonne - 1993 : Sporting CP - 1994 : Castêlo da Maia GC - 1995 : Sporting CP - 1996 : SC Espinho - 1997 : SC Espinho - 1998 : SC Espinho - 1999 : SC Espinho | - 2000 : SC Espinho - 2001 : SC Espinho - 2002 : Castêlo da Maia GC - 2003 : Castêlo da Maia GC - 2004 : Castêlo da Maia GC - 2005 : Benfica Lisbonne - 2006 : Benfica Lisbonne - 2007 : Benfica Lisbonne - 2008 : SC Espinho - 2009 : Vitória SC - 2010 : Castêlo da Maia GC - 2011 : Benfica Lisbonne - 2012 : Benfica Lisbonne - 2013 : AJ Fonte Bastardo - 2014 : Castêlo da Maia GC | - 2015 : Benfica Lisbonne - 2016 : Benfica Lisbonne - 2017 : SC Espinho - 2018 : Benfica Lisbonne - 2019 : Benfica Lisbonne - 2020 : Titre non-décerné - 2021 : Sporting Portugal - 2022 : Benfica Lisbonne - 2023 : Benfica Lisbonne - 2024 : Sporting Portugal |